# Orseolia paspalumi
Orseolia paspalumi är en tvåvingeart som först beskrevs av Mani 1936.  Orseolia paspalumi ingår i släktet Orseolia och familjen gallmyggor. Inga underarter finns listade i Catalogue of Life.